# Ашина
Ашина — знатный род правителей тюркских каганатов в VI—VIII вв. В эпоху хунну Ашина составили основу древних тюрок.

## Тюркские и сакские версии происхождения Ашина
Большинство исследователей:  Х. В. Хауссиг, А. Н. Бернштам, Ю. А. Зуев, Д. Г. Савинов, С. П. Гущин, Рона-Таш, Р. Н. Фрай, Финдли, В. У. Махпиров, выдвигали гипотезу о сако-усуньском (согдийском) происхождении Ашина: по их мнению, корни этнонима «Ашина» следует искать в сако-усуньской родовой антропонимии. Картер Финдли считает, что лингвистически нетюркское имя, Ашина, обозначавшее клан, вероятно, происходит от одного из иранских языков Центральной Азии и означает «синий», kök на тюркском языке, цвет, идентифицируемый с востоком, откуда происходит название кук тюрки.
По Я. В. Пилипчуку, гяньгуни совместно с сакско-юэчжийским субстрактом участвовали в этногенезе рода Ашина. По сведениям китайского источника «Чжоу Шу», рода Ажэ и Ашина имели общего мифического предка:
Некоторые говорят, что предки туцзюе (тюрок) происходят из владения Со, находившегося от сюнну (хунну) на севере. Старейшина их племени назывался Апанбу. Их было 17 братьев. Первый назывался Ичжи Нишиду, родился от волчицы. Панбу с прочими родичами был глуп, поэтому его владение было уничтожено. Нишиду обладал сверхъестественными свойствами: мог вызывать ветры и дожди. Он взял себе двух жен, которые, как говорят, были дочерьми — одна духа лета, другая — духа зимы. Первая родила четырех сыновей, из которых один превратился в белого лебедя, другой царствовал между реками Афу-шуй и Цзянь-шуй под наименованием Цигу (кыргыз).
В тамгах правителей енисейских кыргызов и тюрок прослеживаются определенные сходства. По видимому, предание «Чжоу Шу» было записано со слов современников и родственников Бумын-кагана. Согласно этому преданию, предок Бумына являлся старшим братом правителя государства енисейских кыргызов..
Х. В. Хауссиг считает, что термин Ашина имел древнеперсидское происхождение. С. Г. Кляшторный, в свою очередь, опровергает эту версию и предполагает сакскую этимологию слова Ашина — «синий»/«небесный», отсюда и позднее второе название тюрков Ашина как гёк-тюрки (синие, небесные тюрки). В качестве одного из гипотетических прототипов имени Ашина С. Г. Кляшторный также выделил сакское asana — «достойный, благородный».
Изыскания в ранней истории правящего дома Тюркского каганата, рода Ашина, привели С.Г.Кляшторного к важному заключению о тесных и длительных тюрко-иранских связях.
Термин "вечный эль тюркского народа" впервые появляется в памятниках древнетюркской (орхонской) письменности VII—VIII вв. Эль рисуется военно-политическим организмом, объединяющим под деспотическим руководством каганов из аристократического рода Ашина различные группировки "собственно тюрок" (турк будун — "тюркский народ") и иные подвластные каганату племена.
По мнению венгерского профессора М. Добровича, Ашина были династией.
По мнению М. Массона, титул правителей Уструшаны афшин не случайно имел созвучие с названием основателя рода Ашина.
По мнению академика Ю. Бурякова, Ашина представляло собой род, управлявший Тюркским каганатом и некоторыми областями Средней Азии, в частности Чачем (Ташкентский оазис).
Согласно С.Г. Кляшторному, западнотюркские каганы из рода Ашина управляли Тохаристаном при Тон-ябгу кагане (618—630), передавшим власть своему сыну Тарду-шаду, ставка которого находилась в Кундузе. Наследниками Тарду-шада стала династия ябгу Тохаристана из дома Ашина. На протяжении двух веков она сохраняла тюркские имена и титулы. Легенда о происхождении кабулшахов (тюркская династия правившая в Кабуле) утверждает, что основателем династии кабулшахов был Барак-тегин, интерпретированный аль-Бируни, как "лохматая/косматая собака", исходя из тюркского, что говорит о тюркском происхождении династии кабул-шахов.
Согласно И.Л. Кызласову, «Ашина» — китайское название древнего народа и правящего рода древних тюрков. В тюркских памятниках наименование Ашина не встречается. По Кызласову, оно гипотетически возводится к восточно-иранским языкам. Питер Голден утверждал, что происхождение названия от монгольского ошибочно.

## Источники и самоидентификация Ашина

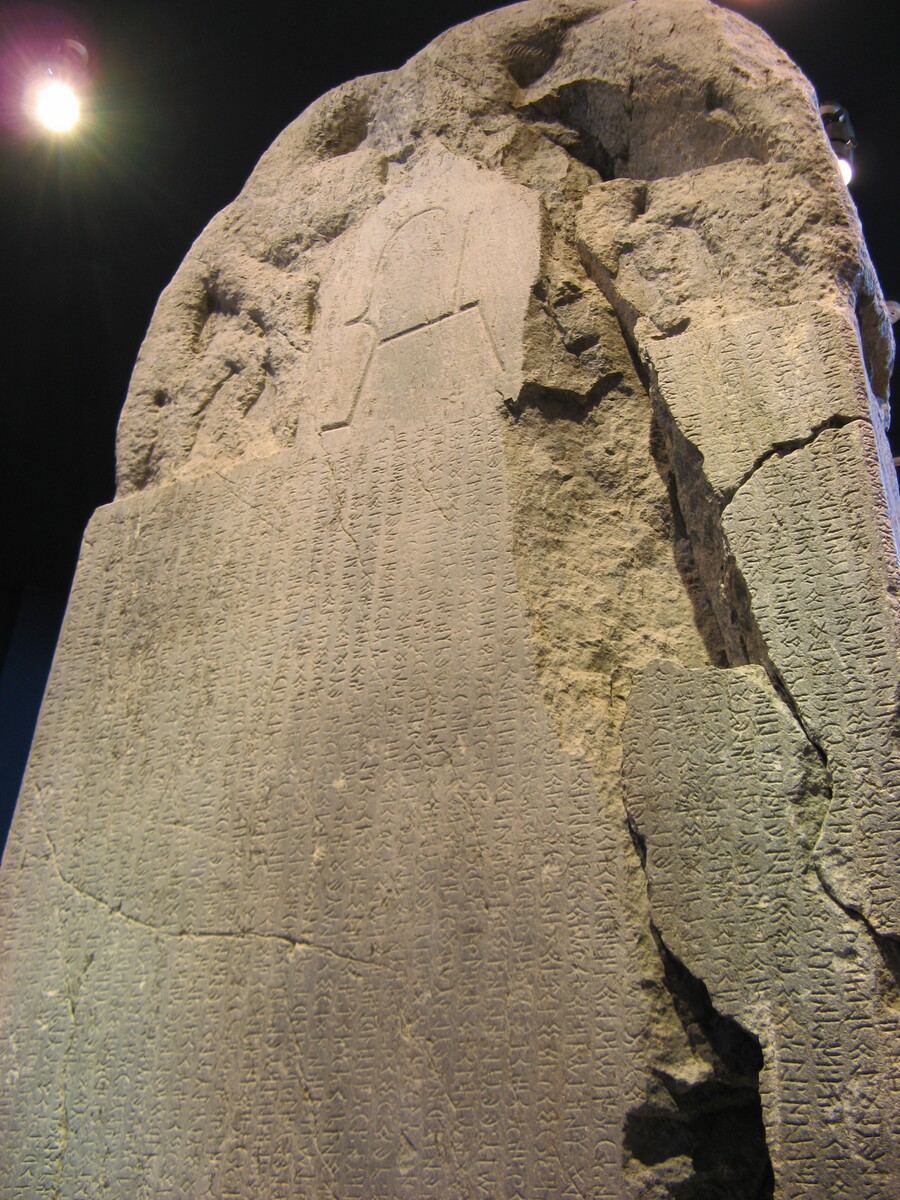
Памятник Кюль-тегину, начертанный древнетюркским письмом

Кюль-тегин

## Ашина и древнетюркский язык

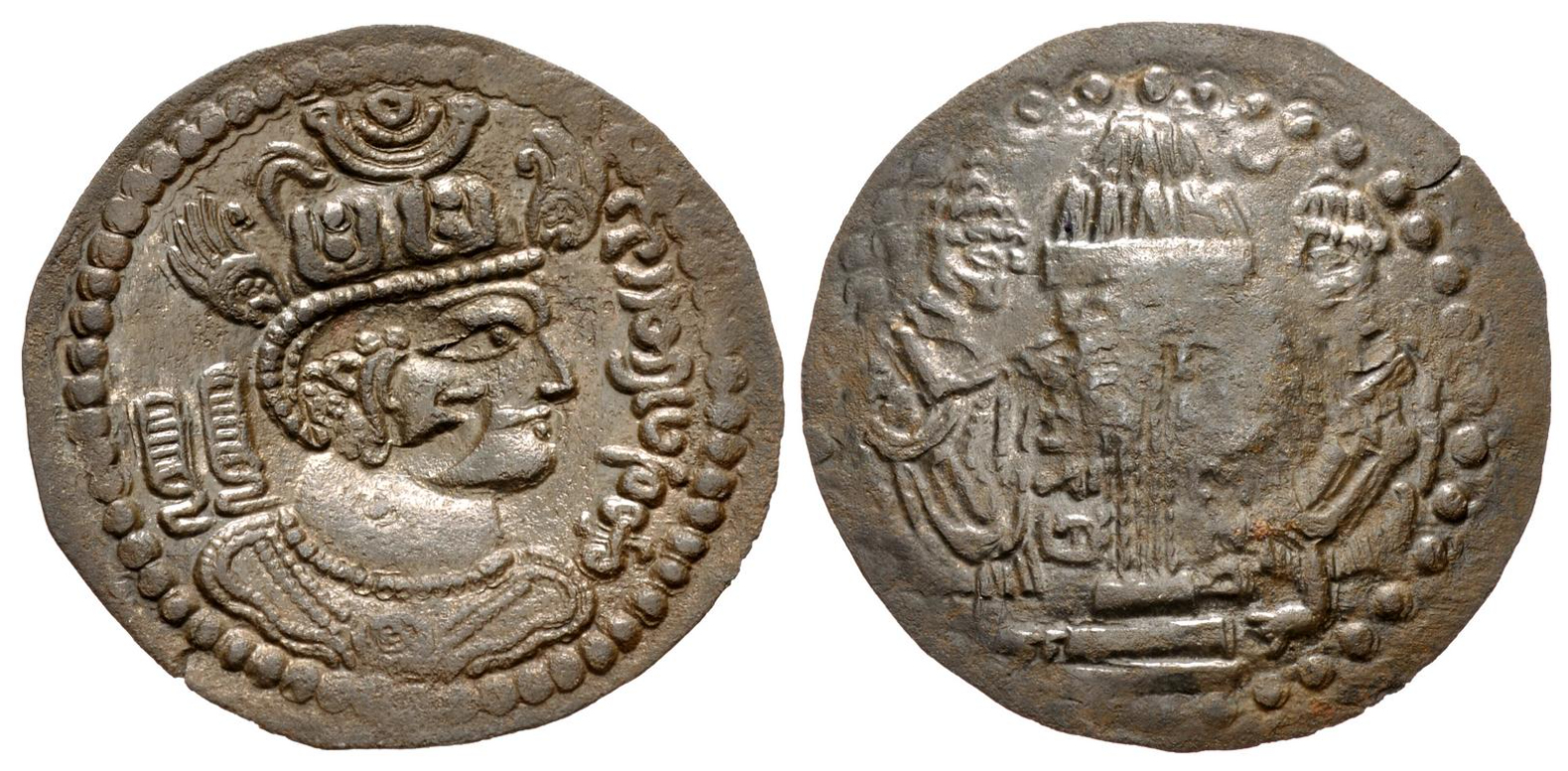
Монета западных тюрков. Шахи тегин. После 679 года, Бактрия

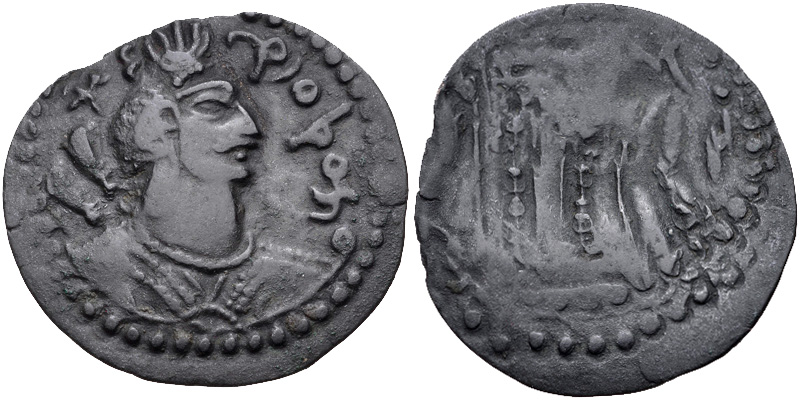
Ранняя монета Тегин-шаха, конец VII века

### Письменность

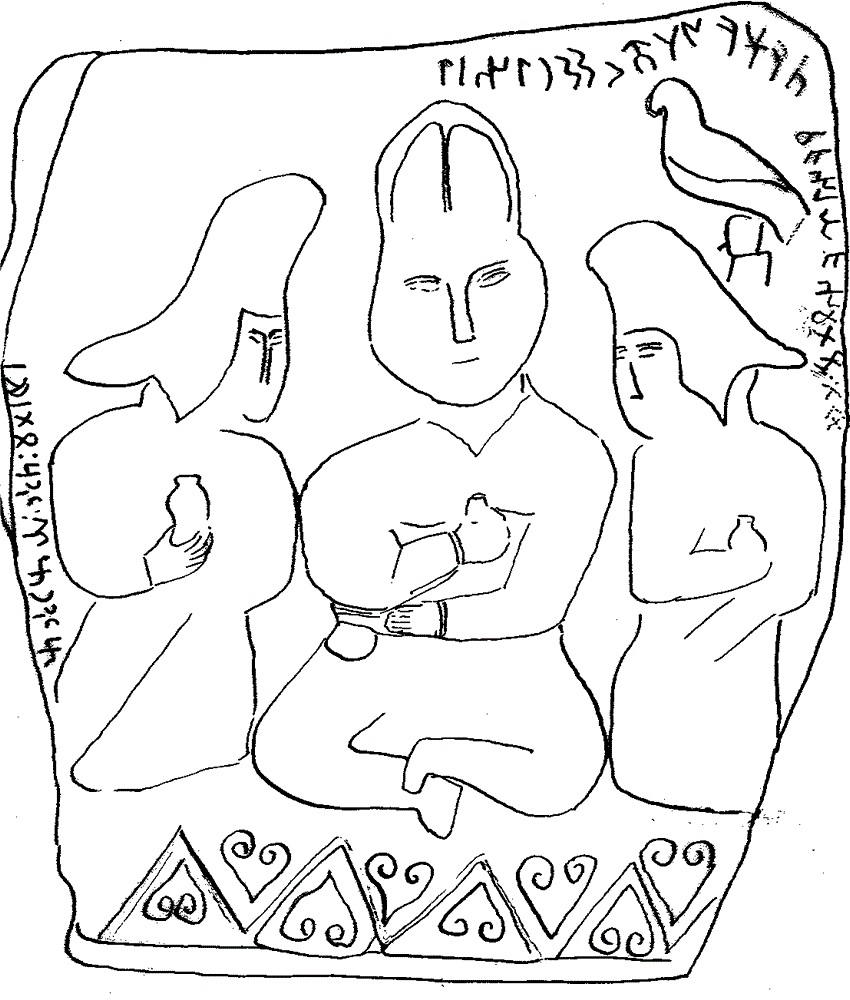
Мемориальный комплекс Ашина с древнетюркскими надписями на камне

### Погребальный обряд и религия

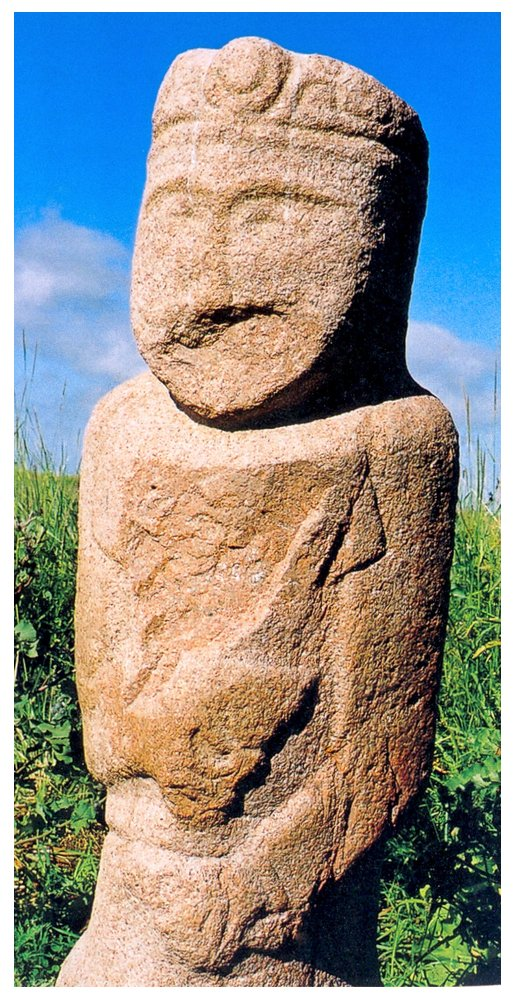
Statue of Niri Qaghan, Xinjiang, China.

### Восточная ветвь

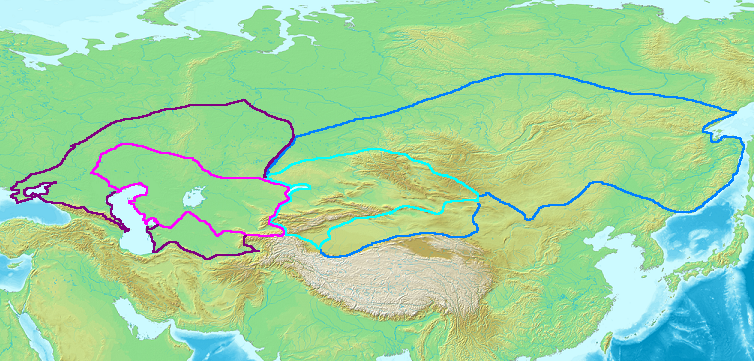
Тюркский каганат при наибольшем расширении к 600 г. н. э.:
Западно-тюркский каганат: Светлая область - прямое управление, темная - сфера влияния.
Восточно-тюркский каганат: Светлая область - прямое управление, темная - сфера влияния.

### Западная ветвь

Территория Западно-тюркского каганата

#### Каганы западно-тюркского каганата из дулу

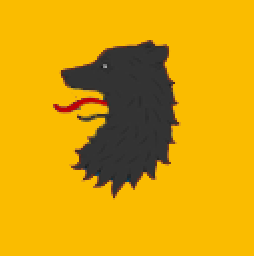
Возможный герб династии